# Foumbadou
Foumbadou est une sous-préfecture de la préfecture de Lola, dans la région de Nzérékoré. Cette sous-préfecture est une terre agricole et elle fournit des produits agricoles à la région forestière en particulier, Liberia. C'est un lieu qui regroupe plusieurs ethnies dont la chefferie est pour la famille Komara.

## Agriculture
Cette sous-préfecture cultive les céréales, tubercules, et les cultures de cueillettes . Mais souvent il y a des conflits entre les éleveurs et les cultivateurs